# Трелис, Аллен
А́ллен Уи́льям Тре́лис (англ. Allen William Trelease; 31 января 1928, Боулдер, штат Колорадо, США — 15 июля 2011, Гринсборо, штат Северная Каролина, США) — американский историк, специалист по истории Юга США, Гражданской войне США и Реконструкции Юга США.

## Биография
Родился 31 января 1928 года в Боулдере в семье Уильяма Трелиса и Хелен Трелис (Вальдо).
В 1950 году получил бакалавра гуманитарных наук по истории в Иллинойсском университете и 1951 году там же магистра гуманитарных наук по истории, а в 1955 году доктора философии по истории в Гарвардском университете.
В 1955—1967 годах преподавал в Уэллском колледже, где в 1965—1967 годах был заведующим кафедрой истории и управления.
В 1967—1994 годах — профессор истории, с 1994 года — профессор-эмерит Университета Северной Каролины в Гринсборо. В 1984—1992 годах также являлся заведующим кафедрой истории.
Член Южной исторической ассоциации, Организации американских историков, Исторического общества Северной Каролины (в 1986—1987 годах был президентом), Американской ассоциации университетских профессоров, Общества Phi Beta Kappa, Общества Phi Kappa Phi, Phi Eta Sigma, Phi Kappa Psi.

## Научные труды

### Монографии
- Trelease A. White Terror: The Ku Klux Klan Conspiracy and Southern Reconstruction. — Harper & Row, 1971. — 557 p.
- Trelease A. Reconstruction: The Great Experiment. — Harper Torchbooks, 1972. — 224 p.
- Trelease A. The North Carolina Railroad, 1849—1871, and the Modernization of North Carolina. — University of North Carolina Press[англ.]*, 1991. — 502 p. (Fred W Morrison Series in Southern Studies)
- Trelease A. Changing Assignments: A Pictorial History of the University of North Carolina at Greensboro. — Greensboro: University of North Carolina at Greensboro[англ.], 1991. — 214 p.
- Trelease A. Indian Affairs in Colonial New York: The Seventeenth Century. — University of Nebraska Press[англ.], 1997. — 379 p.
- Trelease A. Making North Carolina Literate: The University of North Carolina at Greensboro, from Normal School to Metropolitan University. — Carolina Academic Press[англ.], 2004. — 659 p.

### Статьи
- Trelease A. Southwest Virginia's Railroad: Modernization and the Sectional Crisis. By Kenneth W. Noe. Champaign: University of Illinois Press, 1994. iv 221 pp. Maps, tables, figures, notes, bibliography, and index. $27.95. ISBN 0-252-02070-7. // Business History Review[англ.]. — 1994. — Vol. 68(4). — P. 582—583. doi:10.2307/3117199